# Karl Kollwitz

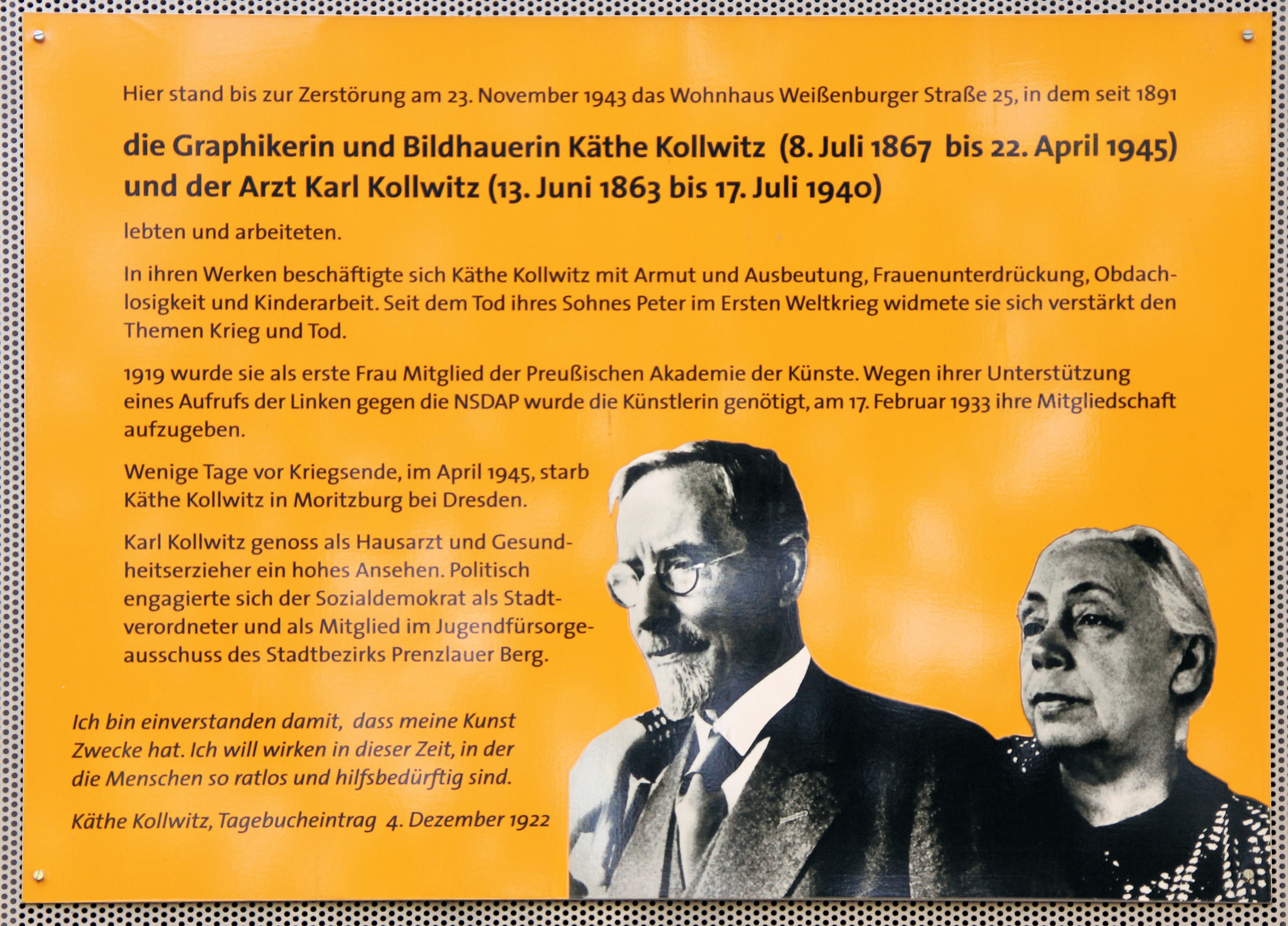
Gedenksteen voor Karl en Käthe Kollwitz

Dr. Karl Kollwitz (Rudau (nabij Koningsbergen), 13 juli 1863 - Berlijn, 19 juli 1940) was een Duits medicus en de zoon van Frederick Kollwitz en Dorothea Kollwitz.

## Biografie
Karl werd op 15-jarige leeftijd wees en kwam zo in het weeshuis van Koningsbergen terecht. Toch slaagde hij erin om aan de universiteit geneeskunde te studeren. Hij was ook reeds op jonge leeftijd gepassioneerd door politiek en trad als jonge man toe tot de Sociaal-Democratische Partij (SPD). Hij studeerde in 1891 af en huwde in ditzelfde jaar met Käthe Kollwitz. Ze gingen wonen op een appartement in de 25 Weissenburger Strasse, Wärther Platz te Berlijn. Daar startte hij ook zijn artsenpraktijk. Als socialist wilde Karl de armen dienen en maakte hij gebruik van de door Otto von Bismarck geïntroduceerde ziekteverzekering. Dit was het eerste Europese systeem van ziekteverzekering waarin de ongevallen en ziekte van de werknemers en hun familie werd gedekt door de overheid. In 1892 werd zijn oudste zoon Hans Kollwitz geboren, 4 jaar later hun tweede zoon Peter Kollwitz. Rond 1938 kreeg hij het verbod om zijn praktijk als arts verder te zetten.
Na een mislukte oogoperatie van cataract is hij net voor het uitbreken van de Tweede Wereldoorlog overleden.